# Автомагистрала М22 (Сърбия)
Магистрала М22 в Сърбия е бивше обозначение на автомагистрала, част от сръбската пътна мрежа. Тя е дълга 184 km и е единствената сръбска магистрала, която е изградена изцяло. Свързва Белград и унгарската граница. Минава през Нови Сад и Суботица. По магистралата минава европейският път Е75, паневропейски коридор 10 и пътната артерия Белград-Будапеща.
След изменение на номерацията на автомагистралите в Сърбия, М22 е заменена от А1 с маршрут унгарска граница – Нови сад – Белград – Ниш – граница със Северна Македония.